# Blanktjärnen (Anundsjö socken, Ångermanland, 706236-160398)
Blanktjärnen är en sjö i Örnsköldsviks kommun i Ångermanland och ingår i Moälvens huvudavrinningsområde.